# Robin DR 300

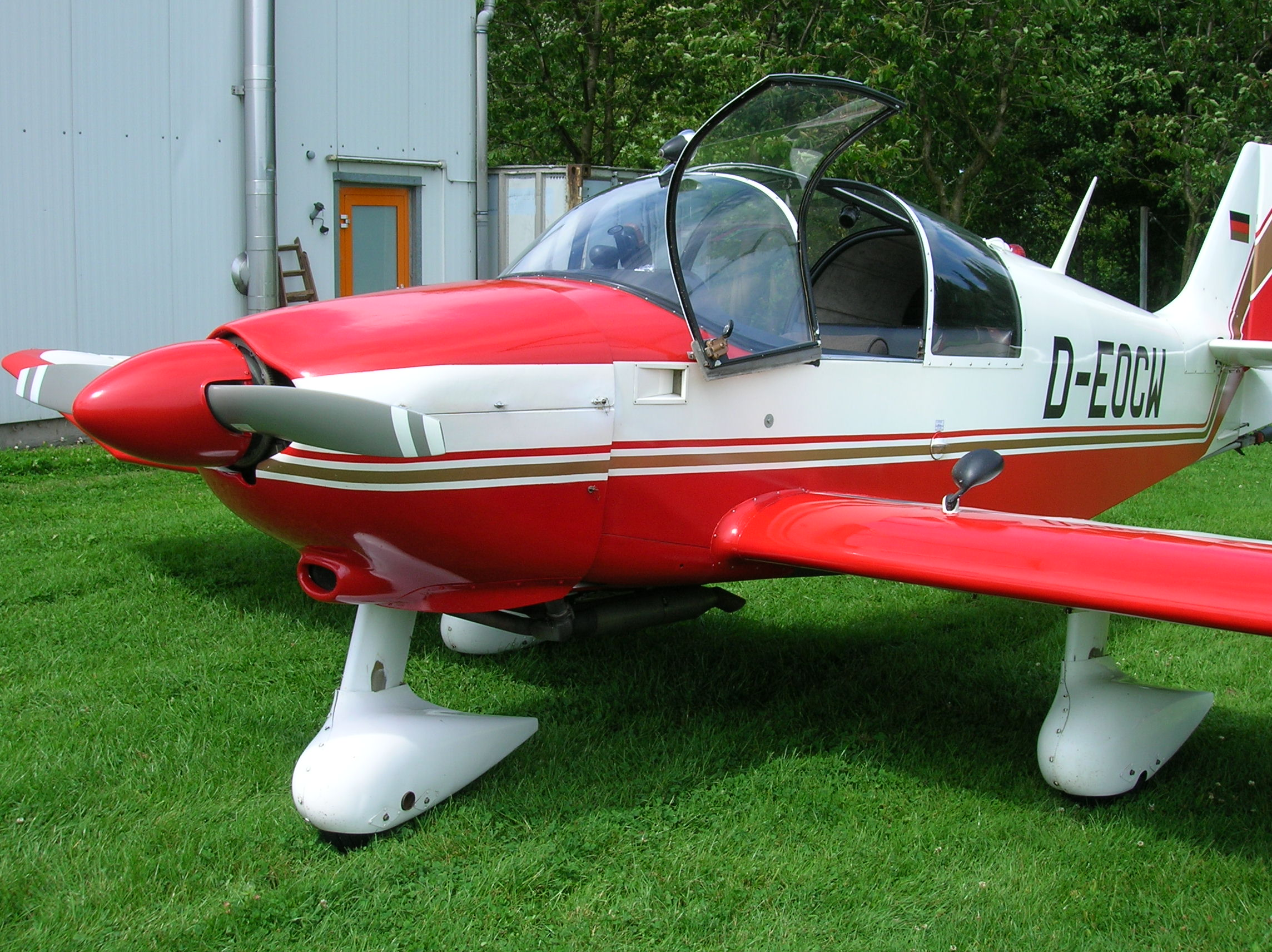
Robin DR 300/180R

Die Robin DR 300 ist ein einmotoriges Leichtflugzeug des französischen Herstellers Avions Pierre Robin, heute Robin Aircraft. Bis 1969 trug das Unternehmen den Namen Centre Est Aeronautique. Die DR 300 ist der Vorgänger der populären DR 400 und der Nachfolger der Robin DR 200. Typisch, wie alle Robin Flugzeuge, wurde der Tiefdecker in Holzbauweise gefertigt. Merkmal der Robin DR 300 sind die Knickflügel, deswegen wird sie in vielen Vereinen und Flugschulen „Knickflügler“ genannt.

## Geschichte

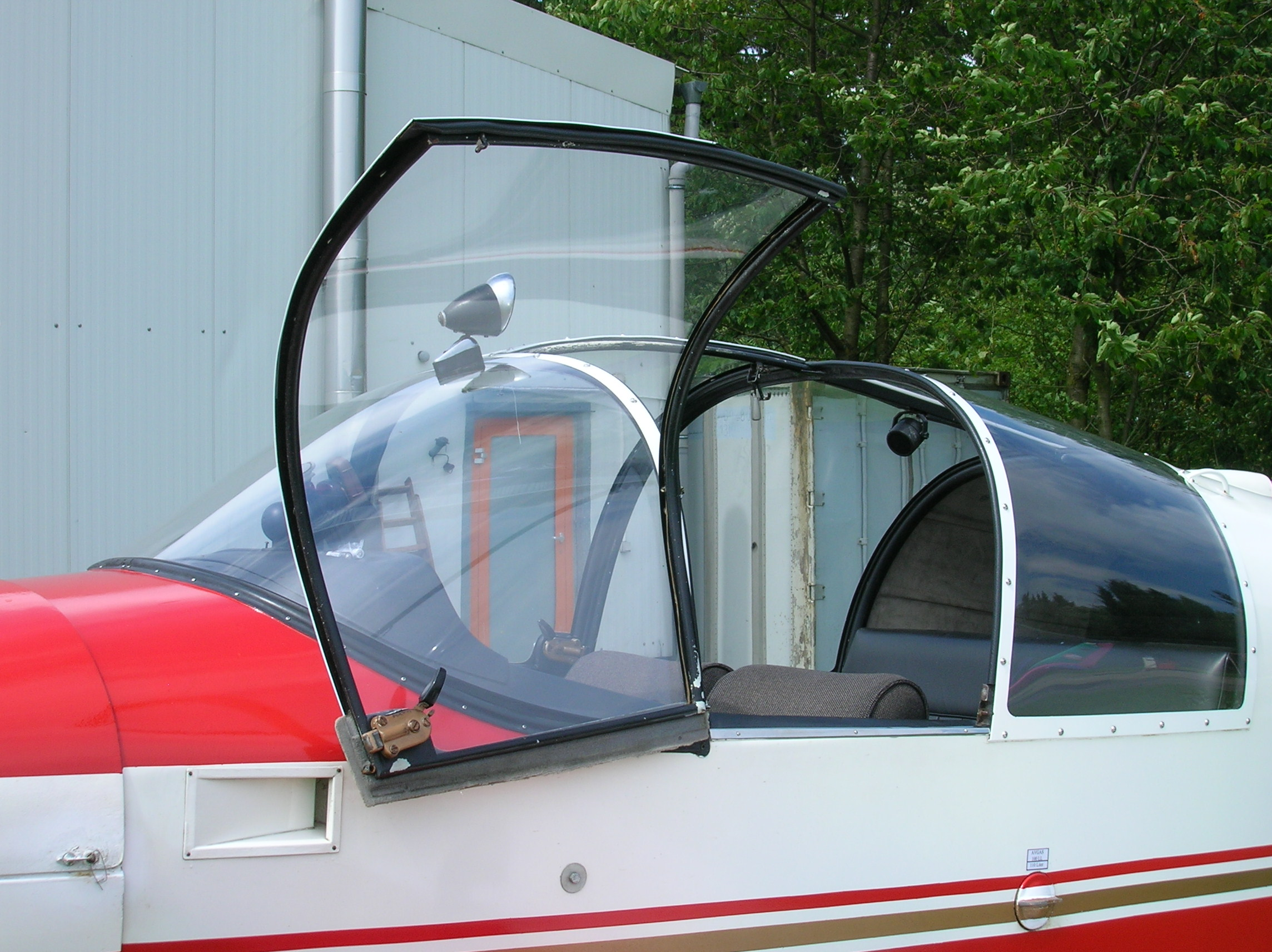
Zur Seite öffnende Haube

Die Robin DR 300 ist der Nachfolger der Robin DR 200. Sie besitzt anders als ihr Vorgänger ein festes Bugrad und kein Spornrad. Der Nachfolger der Robin DR 300 ist die Robin DR 400. Sie hat im Gegensatz zur DR 300 eine nach vorne zu schiebende Haube. Die Haube der DR 300 öffnet sich seitlich, es sind jeweils zwei kleine „Türchen“ angebracht.

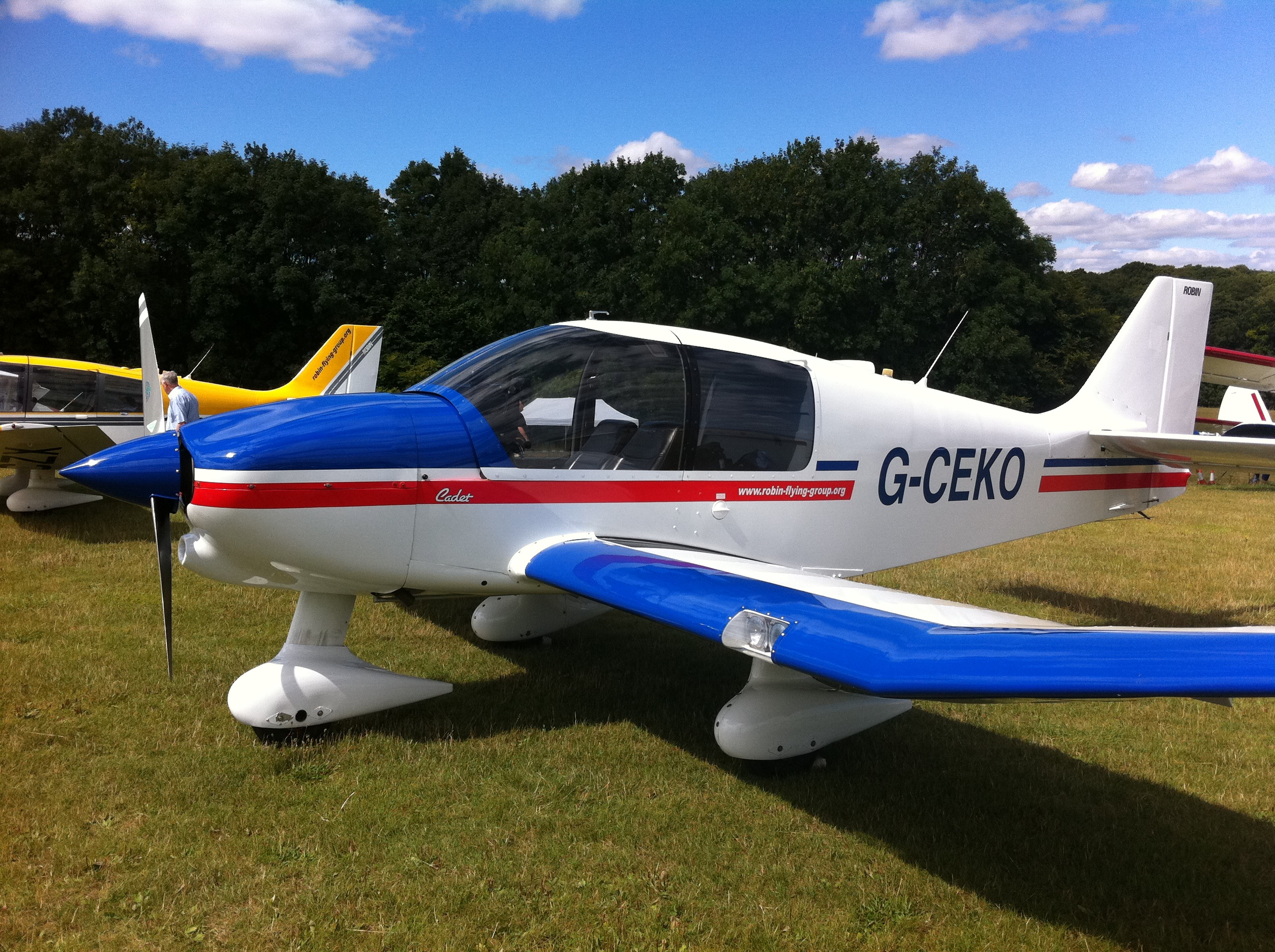
Robin DR 400/100 Cadet

1970 ging die DR 300 in Produktion. 1972 folgte schon die DR 400, die Weiterentwicklung der DR 300. Durch die schnelle Weiterentwicklung des Nachfolgers gibt es nicht viele DR 300 auf der Welt. 1999 folgte der Nachfolger der DR 400, die DR 500.
Seit 2014 wird die Robin DR 401 produziert, sie ist eine komplett überarbeitete Version. Sie verfügt über ein Glascockpit und digitale Instrumente. Von außen ähnelt sie der DR 400 und DR 500 sehr. Sie besitzt wie alle im Artikel genannten Flugzeugtypen Knickflügel.

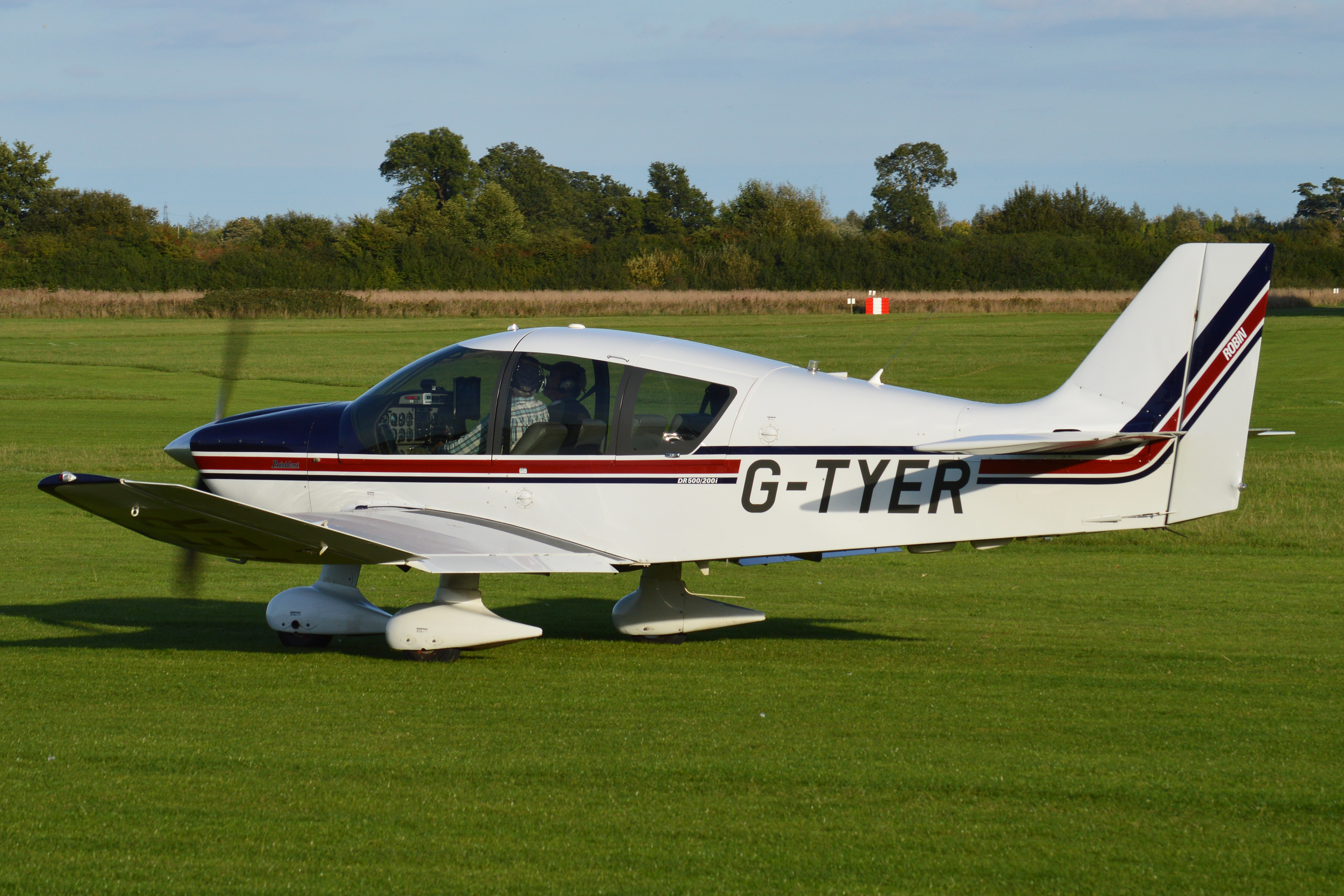
Robin DR 500-200i President

## Versionen
Quelle:
- Robin DR 300/108
- Robin DR 300/120
- Robin DR 300/125
- Robin DR 300/140
- Robin DR 300/180
- Robin DR 300/180R
- Robin DR 315 Petit Prince
- Robin DR 340 Major
- Robin DR 360 Chevalier
- Robin DR 380 Prince

### Modellnamen

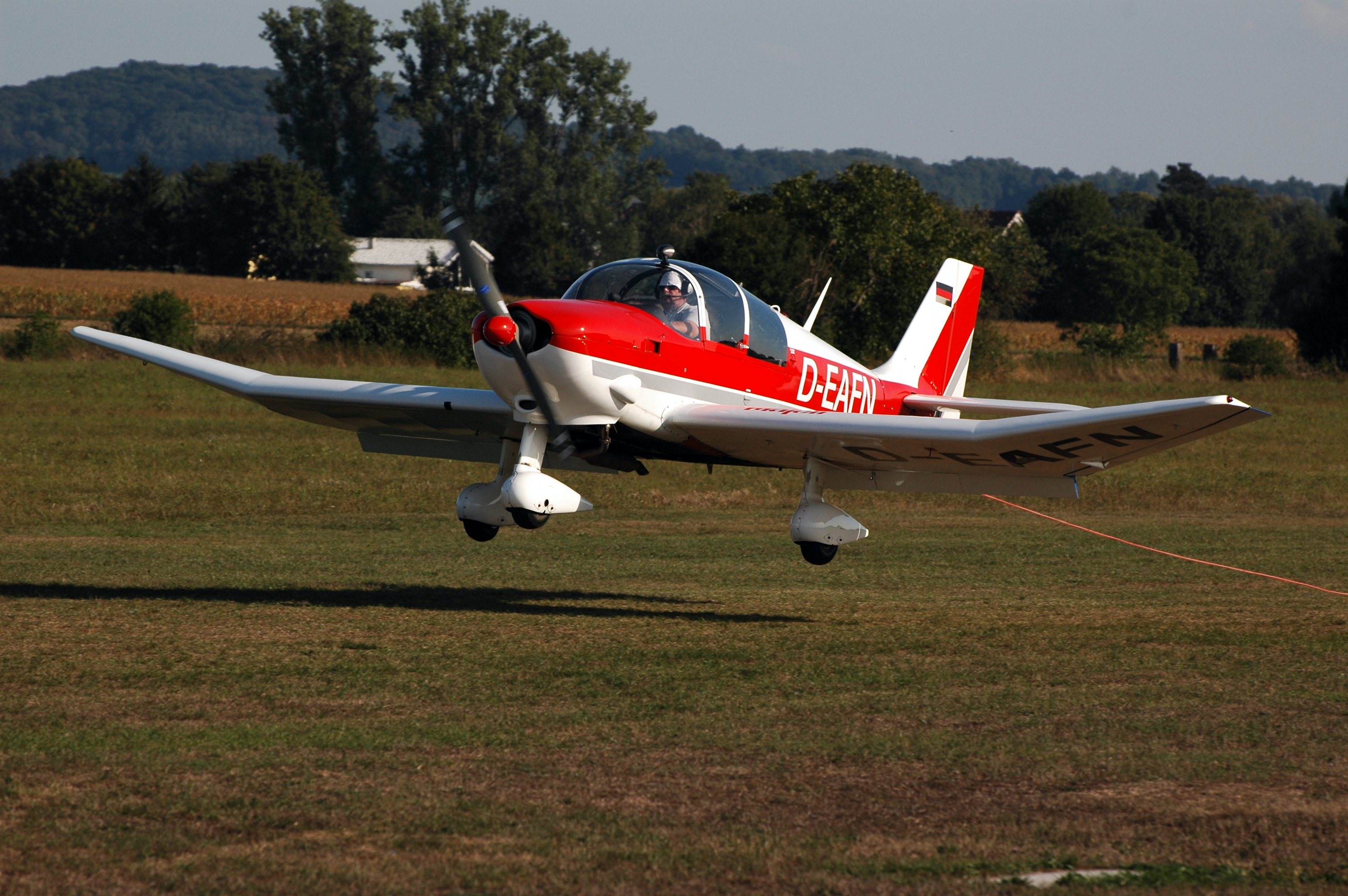
Robin DR300/180R beim Schleppen von Segelflugzeugen

Die Zahl nach dem „/“ steht für die PS-Anzahl. Zum Beispiel hat die Robin DR 300/120 120 PS.
Das „R“ bei dem Modell Robin DR 300/180R steht für Remorqueur, abgekürzt Remo (aus dem Französischen für „Schleppschiff/-Flugzeug“). Diese Versionen ist äußerst beliebt bei Segelflugvereinen. Die „Remo“ wird zum Schleppen von Segelflugzeugen benutzt und ermöglicht die Startart F-Schlepp.

## Nutzung
Die Robin DR 300 ist ein Mehrzweckflugzeug, sie bietet eine breite Anwendung in der zivilen Luftfahrt. Die DR 300 fällt unter die „Echo-Klasse“, sie darf entweder mit dem Flugschein LAPL oder PPL geflogen werden.

### Personentransport

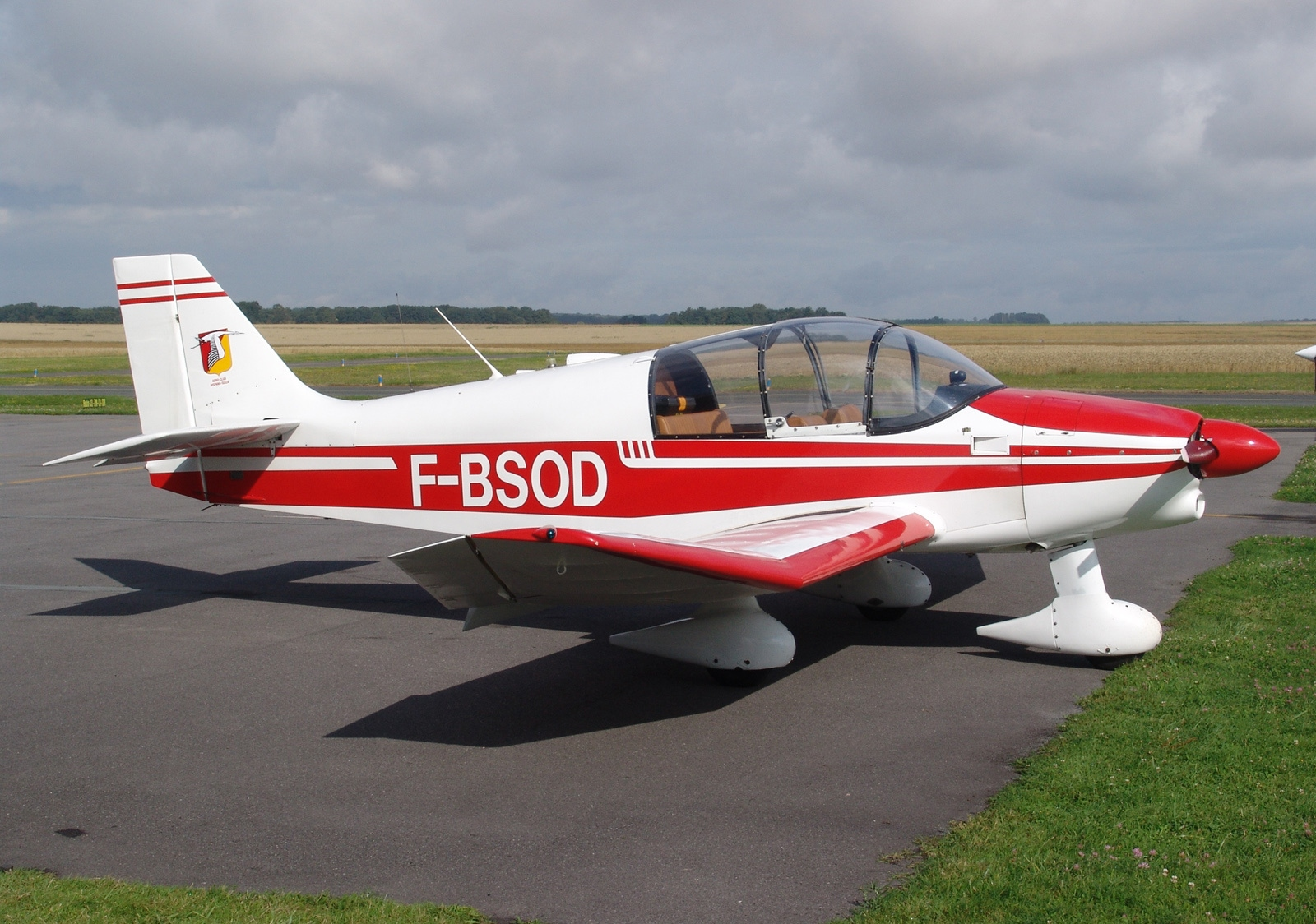
Vollsichthaube einer Robin DR300/108

Durch die Vollsichthaube, welche in vielen „Knickflüglern“ eingesetzt wird, eignet sich der Tiefdecker als „Lufttaxi“ gut für Sightseeing-Touren. Zusätzlich zu dem Piloten können maximal drei Passagiere befördert werden.

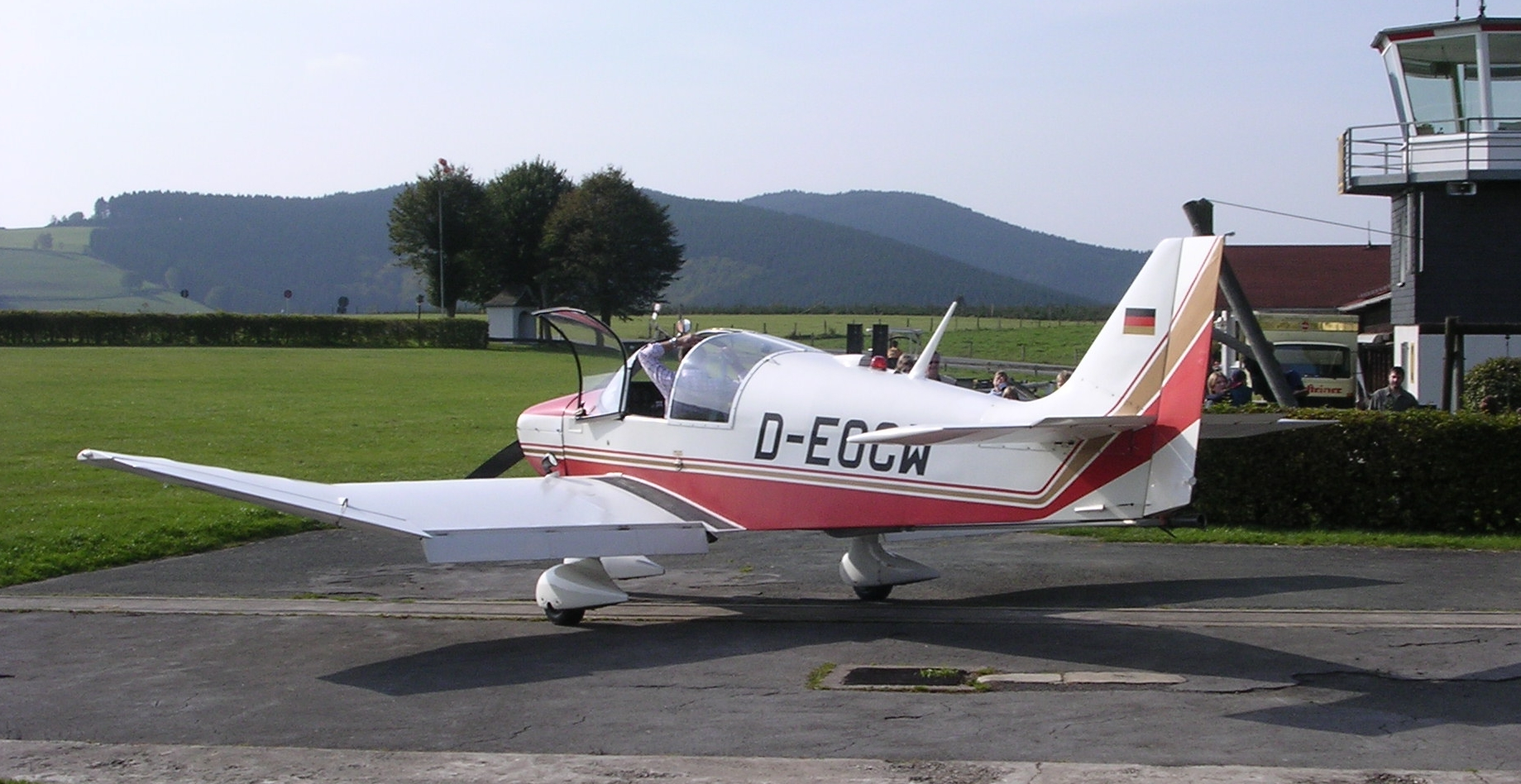
Robin DR300/180R

### Schleppflugzeug
Dank der 180 Remorqueur Version und der hohen Flugleistung wird die „Remo“ häufig in Segelflugvereinen für den F-Schlepp benutzt. Durch das geringe Leergewicht erreicht sie eine hohe Steigleistung. Die Remorqueur ist aufgrund der tief liegenden Knickflügel beliebt bei Segelflugpiloten, da sie einen genauen Überblick haben und Rudereingaben wahrnehmen können. Standardmäßig sind Schleppkupplung und zwei Spiegel angebracht, ein Spiegel auf der Haube über den Piloten und ein Spiegel auf dem rechten Flügel.

### Ausbildungsflugzeug
Die DR 300 ist außerdem mit der Robin DR 400 ein beliebtes Ausbildungsflugzeug.
In der Robin sind zwei Schubhebel verbaut. Dies kommt davon, dass viele Piloten aus dem Segelflug stammen. Im Segelflug steuert man mit der rechten Hand den Knüppel, die linke wird beispielsweise für die Luftbremsen verwendet. Deswegen ist ein Schubhebel rechts angebracht, sodass der Pilot mit der rechten Hand weiterhin den Knüppel steuern kann; mit der linken wird die Schubkraft geregelt. Ein weiterer Grund der zwei Schubregler ist, dass der Fluglehrer direkt eingreifen kann.

## Konstruktion
Die Robin besteht aus dem Rumpf und einer einteiligen Fläche. Die fertige Fläche ist mit mehreren Schichten Lack überzogen. Das Betreten oder Anschieben des „Knickflüglers“ sollte nur auf den schwarzen Auftrittsflächen erfolgen. Die Fläche ist äußerst sensibel. Der Tiefdecker hat am rechten Flügel eine Überziehwarnanlage. Die Landeklappen werden aus dem Cockpit mechanisch mit einem Hebel betätigt, der sich zwischen den vorderen Sitzen befindet. Die Klappen können zum einen auf 15° für den Start gestellt werden, zur Landung können sie bis auf 60° ausgefahren werden. Bei den Modellen DR 300 und 400, 500, 401 wird das Höhenruder über eine Flettnertrimmung getrimmt, dabei ist am Höhenruder ein Gewicht angebracht, welches beliebig getrimmt werden kann.

## Technische Daten
Die DR 300 / 400 ist ein als Tiefdecker ausgelegtes einmotoriges Kolbenmotor-Flugzeug.

Dreiseitenansicht Robin DR 400

| Kenngröße             | Robin DR 300/180                            | Robin DR 400/180                            |
| --------------------- | ------------------------------------------- | ------------------------------------------- |
| Besatzung             | 1                                           | 1                                           |
| Passagiere            | 3                                           | 3                                           |
| Länge                 | 7,1 m                                       | 6,96 m                                      |
| Spannweite            | 8,72 m                                      | 8,72 m                                      |
| Höhe                  | 2,23 m                                      | 2,23 m                                      |
| Antrieb               | 1 × Lycoming O-360-A2A; 180 PS (ca. 130 kW) | 1 × Lycoming O-360-A3A; 180 PS (ca. 130 kW) |
| Reichweite            | 930 km                                      | 1085 km                                     |
| Höchstgeschwindigkeit | 240 km/h                                    | 260 km/h                                    |